# Jordi Carbonell
Jordi Carbonell i de Ballester (Barcelona, 23 de abril de 1924-22 de agosto de 2016) fue un político y filólogo español. 

## Trayectoria
Licenciado en Filología Románica por la Universidad de Barcelona, fue profesor de lengua catalana en los Estudios Universitarios Catalanes y en la Universidad Autónoma de Barcelona, de donde lo expulsaron en 1972 por razones políticas. Fue catedrático de la Universidad de Cagliari (Italia) y lector de catalán en la Universidad de Liverpool (Reino Unido). Como miembro fundador de la Sociedad Catalana de Estudios Históricos, filial del Instituto de Estudios Catalanes, dirigió la Gran Enciclopedia Catalana de 1965 a 1971. 
Participó en iniciativas de la oposición antifranquista, como la Asamblea de Cataluña. El 28 de octubre de 1973 fue detenido junto con otros 112 componentes de la Asamblea. Durante su estancia en comisaría lo golpearon y le obligaron a hacer la cigüeña (caminar encogido con las manos esposadas debajo de las piernas) mientras los policías le insultaban y le amenazaban por responder en catalán y por no delatar a sus compañeros.
Impulsó el movimiento de Nacionalistas de Izquierda. Desde 1996 hasta julio de 2004 fue presidente de Esquerra Republicana de Cataluña.
En 1984 recibe la Cruz de Sant Jordi. En 2001 recibió la Medalla de Oro de la Generalidad de Cataluña y en 2002, la Medalla de Honor de Barcelona. En 2014 recibe el premio Dignitat de la Comissió de la Dignitat. En 2016 recibe el Premio Pompeu Fabra.